# Philippe Gagné
Philippe Gagné (Montreal, 23 de octubre de 1997) es un deportista canadiense que compite en saltos de trampolín y plataforma. Ganó cinco medallas en los Juegos Panamericanos entre los años 2015 y 2019.

## Palmarés internacional
| Juegos Panamericanos | Juegos Panamericanos | Juegos Panamericanos | Juegos Panamericanos   |
| Año                  | Lugar                | Medalla              | Prueba                 |
| -------------------- | -------------------- | -------------------- | ---------------------- |
| 2015                 | Toronto (Canadá)     | Medalla de plata     | Trampolín 3 m sincro   |
| 2015                 | Toronto (Canadá)     | Medalla de plata     | Plataforma 10 m sincro |
| 2015                 | Toronto (Canadá)     | Medalla de bronce    | Trampolín 3 m          |
| 2019                 | Lima (Perú)          | Medalla de plata     | Trampolín 3 m sincro   |
| 2019                 | Lima (Perú)          | Medalla de bronce    | Trampolín 3 m          |